# Гивартовский, Генрих Антонович
Генрих Антонович Гивартовский (1816—1884) — русский химик и фармацевт, заслуженный профессор и декан медицинского факультета Московского университета, тайный советник (1879).

## Биография
Генрих Гивартовский родился 23 февраля (6 марта) 1816 года (по надгробию в 1817 году) в семье варшавского банковского служащего. Обучался сначала в частном пансионе, затем — в Варшавском лицее (1825—1833). В 1833 году, приехав в Москву, приватно слушал лекции в московском отделении медико-хирургической академии, куда был зачислен своекоштным студентом 2-го курса в сентябре 1834 года. В 1838 году окончил курс наук с серебряной медалью и выпущен лекарем 1-го отделения. Был оставлен при академии исполняющим должность репетитора по химии; 9 января 1839 года был в этой должности утверждён и вскоре начал читать под руководством Фёдора Михайловича Забиякина лекции по химии. В 1842 году Гивартовский отправился в Германию, где изучал химию и технологию в Берлинском университете и Фрайбергской горной академии.
По возвращении в 1843 году защитил докторскую диссертацию «De Urolithiasi» («О мочекаменной болезни»), а затем, после публичной защиты в Московском университете второй диссертации «О моче и её составных частях» (М., 1845), 17 января 1846 года был определён исполняющим должность адъюнкта по кафедре химии университета и в том же году — доцентом. В 1855 году ему было поручено преподавание фармации и фармакогнозии; также он преподавал студентам медицинского факультета органическую и неорганическую химию. В 1860—1864 годах был экстраординарным, в 1864—1875 годах — ординарным профессором Московского университета по кафедре медицинской химии, фармации и фармакогнозии. В 1875 году ему присвоено звание заслуженного профессора Московского университета. Декан медицинского факультета (1879—1880). Уволен со службы за выслугой лет (1880).
В 1865 году принимал участие в устройстве в Москве мануфактурной выставки и за труды по выставке 10 декабря был произведён в действительные статские советники.
Осуществляя преподавательскую деятельность Г. А. Гивартовский, кроме этого, с 1840 по 1884 год состоял директором завода стеариновых свечей в Москве (ещё в 1837 году, будучи студентом, он занял место химика и врача в Московском Товариществе для фабрикаций стеариновых Калетовских свечей и в этой должности оставался до 1840 года); в 1882 году был вице-президентом Всероссийской художественно-промышленной выставки в Москве.
Г. А. Гивартовский является автором ряда работ и научно-популярных статей: «О холере» («Московские ведомости», 1848), «Анализ глауколита Фишера» («Бюллетень Императорского общества испытателей природы», 1849), «Наблюдения над воздушным электричеством» («Московский медицинский журнал», 1850), «О жидкости, уничтожающей зловоние» («Московский врачебный журнал», 1851), «О рыбном жире, сантонине и эластическом коллодии» («Московский врачебный журнал», 1854), актовая речь «О брожении» («Отчёт Московского университета», 1869. — С. 86—100) и др.
С 1872 года был членом Московского мануфактурного совета. В 1874 году был награждён орденом Св. Станислава 1-й степени.
В 1882 году был помощником генерального комиссара Всероссийской художественно-промышленной выставки в Москве. Член Московского общества исследователей природы..
Умер 28 октября (9 ноября) 1884 года в Москве и был похоронен на Введенском кладбище (13 уч.).
Его брат, Бенедикт Антонович Гивартовский (1826—1893) был известным московским купцом, основателем многих московских предприятий; в их числе: Московский дрожжевой завод, Трёхгорный пивоваренный завод, Московское товарищество резиновой мануфактуры и др.
Жена: Екатерина-Юлия-Аделаида Ивановна Экеницг. У них родилось 3 дочери.